# خالد الجزار
خالد الجزار كاتب روائي ومسرحي مصري، ولد في يناير 1968 بمحافظة الشرقية.

## تعليمه
تلقى تعليمه الابتدائي بمدرسة الإمام علي القريبة من بيته بكفر صقر، ثم أتم تعليمه الإعدادي بمدرسة كفر صقر الإعدادية بنين ومن ثم تعليمه الثانوي في مدرسة كفر صقر الثانوية بنين، ليلتحق بكلية الآداب والتربية قسم لغة إنجليزية بجامعة الزقازيق ويتخرج .

## موهبته
تفجرت موهبة خالد الجزار منذ الصغر حيث أجاد كتابة موضوعات التعبير وأشاد معلميه بها، لاحظت والدته ذلك والتي كان لها التاثير الأكبر في تكوين شخصيته، نمت موهبته بالقراءة ووفرت له رغم ضيق الحال العديد من الكتب والمجلات التي تتناسب مع عمره كطفل في هذا الوقت.

## أعماله

### روايات
1. ولاد شديد (رواية) (2017 عن دار الكتاب العربي ودار الوليد) [1]
2. آمورزاو (رواية) 2018 (عمل روائي مشترك مع الكاتب محمد آدم) دار الكنزي
3. الجاشنكير (رواية) 2019 دار تويا

### المسرح
1. مسرحية بخيل جدي https://www.youtube.com/watch?v=C8EMOsBjl4s
2. دراماتورج مسرحية إنهم يعزفون للكاتب محمود جمال بعنوان حدث في الاناضول وتم عرضها على مسرح رومانس إخرج محمد يحيى في يوليو 2019
3. مسرحية المقاطيع
4. مسرحية الكلمة الملعونة
5. مسرحية افهموها بقا
6. مسرحية السهرة
7. مسرحية الريش السحري
8. مسرحية فندق النجوم
9. مسرحية السيرة الحلوة
10. مسرحية إيه المناسبة
11. مسرحية في حضرة جودو
12. مسرحية سفيرة النوايا الحسنة
13. مسرحية ساذج جديد[2]